# Muamer Abdulrab
Muamer Abdulrab Awaz (20 agosto 1982 – 14 dicembre 2021) è stato un calciatore qatariota, di ruolo difensore.

## Carriera

### Club
Ha sempre giocato nel campionato qatariota.

### Nazionale
Con la maglia della nazionale ha partecipato alla Coppa d'Asia nel 2004.